# Fernando Miguel Fernández
Fernando Miguel Fernández Escribano (* 2. Juni 1979 in Málaga), kurz Fernando, ist ein ehemaliger spanischer Fußballspieler und jetziger -trainer. Seit 23. April 2018 hat Fernando seinen aktuellen Trainerposten beim Diósgyöri VTK in der Nemzeti Bajnokság I inne, bei dem er 2013 auch seine Spielerkarriere ausklingen ließ.

## Spielerkarriere
Der gebürtige Andalusier Fernando spielte in der Saison 1999/2000 für die 2. Mannschaft von Real Madrid, die seine erste Profistation war. Daraufhin wechselte er für zwei Jahre zu Real Valladolid. Im Sommer 2002 ging er zurück in seine andalusische Heimat, um für Betis Sevilla auf Torejagd zu gehen. Dort hat er weit über 100 Ligaspiele bestritten. Sein größter Erfolg war der Gewinn der Copa del Rey im Jahr 2005.
Nach dem Verlust seines Stammplatzes verließ er nach sechs Jahren Betis um beim Erstliga-Aufsteiger FC Málaga aus seiner Heimatstadt anzuheuern. 
Im August 2011 wurde sein Vertrag aufgelöst.
Im Frühjahr 2012 unterschrieb Fernando einen Vertrag beim ungarischen Erstligisten Diósgyöri VTK und beendete nach der Saison 2012/2013 seine aktive Karriere.

## Trainerkarriere
Fernando übernahm das Amt des Cheftrainers beim ungarischen Erstligisten Diósgyöri VTK von Tamás Bodog für die letzten sechs Spiele der Saison 2017/2018 am 23. April 2018. Am letzten Spieltag, dem 2. Juni 2018, seinem 39. Geburtstag, erreichte er durch einen 2:1-Erfolg gegen den bereits feststehenden ungarischen Fußballmeister Videoton Székesfehérvár den Klassenerhalt in der NB I.

## Erfolge
- Copa del Rey: 2004/05 mit Betis Sevilla